# 宮崎秋人
宮崎秋人（1990年9月3日—），出生於東京都。日本男演員，所屬經紀公司為渡邊娛樂。
2011年演出舞台劇作為演員出道，2013年10月自經紀公司旗下演員育成團體「p.o.t challenge」畢業，2015年10月4日發表加入演員團體「D-BOYS」。2016年5月25日與松田凌、北村諒三人組成「Unknown Number!!!」發表單曲「キボウノヒカリ」作為歌手出道。
代表作品有舞台劇『薄樱鬼 ～新选组奇谭～』、舞台劇『飆速宅男』、舞台劇『東京喰種』、舞台劇『FAIRY TAIL』、舞台劇『青之驅魔師』、電視劇及舞台劇『男子水泳社』、電視劇『真的要去航海 (第二季)』。

## 外部連結
- 個人檔案（页面存档备份，存于）（日語）
- 個人推特 （页面存档备份，存于）（日語）
- 個人部落格（页面存档备份，存于）（日語）